# Maeda Toshimasu
Maeda Toshimasu (前田 利益?; 1543 – 1612) meglio conosciuto come Maeda Keiji (前田慶次?) o Keijirō (慶次郎?), è stato un samurai giapponese della fine del periodo Sengoku e inizio di quello periodo Edo, servitore prima del clan Maeda e poi di quello Uesugi.

## Biografia
Toshimasu nacque nel villaggio di Arako (nei pressi dell'attuale Nagoya), e apparteneva clan Takigawa essendo figlio di Takigawa Kazumasu. Fu adottato da Maeda Toshihisa, fratello maggiore di Maeda Toshiie. Toshimasu servì Oda Nobunaga assieme allo zio. Originariamente era destinato a diventare capo della famiglia Maeda; tuttavia, dopo che Oda Nobunaga sostituì Toshihisa con Toshiie come capo della famiglia Maeda, perse questa posizione. Forse a causa di questo evento è noto che Toshimasu ebbe molte discussioni con Toshiie.
Nel 1581 Toshimasu, sotto il comando di Toshiie, si fece una grande reputazione grazie ai numerosi conflitti interni nella provincia di Noto e fu ricompensato con 5.000 koku. Durante la battaglia di Komaki e Nagakute tre anni dopo, Toshimasu salvò Sassa Narimasa quando fu attaccato al castello di Suemori. Mentre era a Kyoto Toshimasu fece amicizia con Naoe Kanetsugu, il karō di Uesugi Kagekatsu. I due divennero amici intimi e Toshimasu accettò di unirsi a Kanetsugu nell'invasione del clan Uesugi di Aizu. L'invasione fallì e Keiji guidò la retroguardia durante la ritirata. Cavalcando il suo cavallo Matsukaze in battaglia e brandendo una lancia a due punte, mise in risalto la sua grande abilità. Grazie alla caparbietà di Toshimasu le forze Uesugi riuscirono a ritirarsi in gran parte intatte.
Dopo questo Toshimasu ritornò nella capitale e si dedicò all'arte e alla letteratura. Fu escluso dalla campagna di Kyūshū da Hideyoshi per i suoi modi definiti selvaggi. Quando i Tokugawa sfidarono gli Uesugi nel 1600 nell'inizio della campagna di Sekigahara, combatté ancora una volta con l'esercito Uesugi partecipando all'assedio di Hasedō. In uno scontro con il clan Mogami la leggenda narra che sfondò le linee nemiche con solo otto cavalieri rompendo la loro formazione. 
Toshimasu rimase servitore degli Uesugi anche dopo il loro trasferimento al dominio di Yonezawa.

## Matsukaze
Matsukaze ("il vento tra i pini") era il famoso cavallo di Toshimasu. Secondo la leggenda fu allevato assieme ai migliori cavalli dell'epoca, ma si rifiutò di essere cavalcato e fuggì. Toshimasu riuscì a trovare il cavallo e domarlo, forse a causa della personalità altrettanto selvaggia del samurai. Da allora i due rimasero inseparabili.
Si racconta che Matsukaze fosse un cavallo di immensa forza, capace di trasportare per giorni il padrone con la sua grande armatura. Matsukaze scappò dopo la morte di Toshimasu e non fu mai più visto.

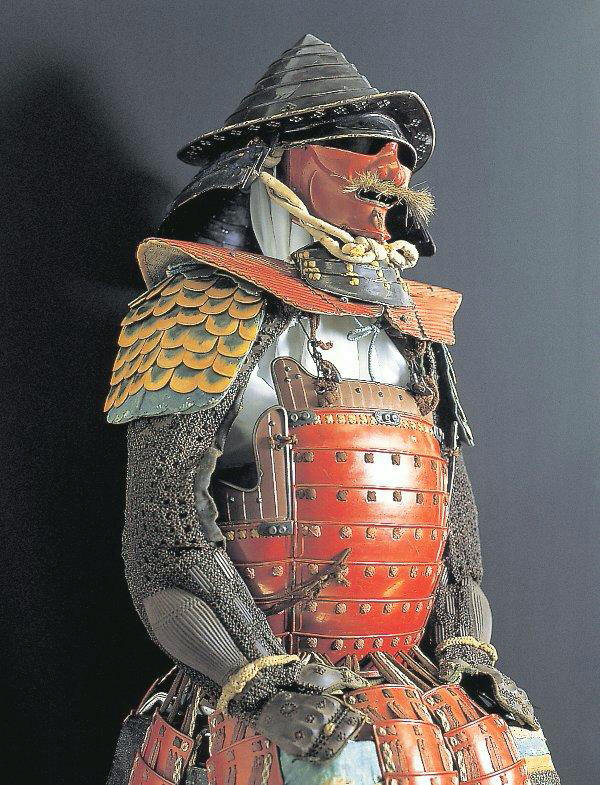
L'armatura di Toshimasu

## Manga
Il famoso manga giapponese Keiji il magnifico racconta le gesta di Toshimasu.